# QR III
| Recensione              | Giudizio   |
| ----------------------- | ---------- |
| AllMusic                | [ 2 ]      |
| Sputnikmusic            | 3.0 (Good) |
| Dizionario del Pop-Rock | [ 4 ]      |

QR III è il quinto album in studio della heavy metal band statunitense Quiet Riot pubblicato nel settembre del 1986 per l'Etichetta discografica Pasha Records.

## Il disco
Lasciatisi alle spalle il bassista Rudy Sarzo, sostituito da Chuck Wright (che aveva già collaborato con la band nella realizzazione dei due album precedenti), i Quiet Riot continuano nel tentativo di sfondare nelle classifiche statunitensi. Il quinto membro (non ufficiale) che aggiunse le tastiere fu Jeff Naideau. Il quartetto registrò QRIII, album dalle sonorità molto più melodiche dove la presenza delle tastiere e del sound e look tipicamente hair/pop metal si fanno ancora più marcate ed evidenti. Come molti altri gruppi, tentarono quindi di adattarsi alla tendenze melodiche dell'heavy metal "AOR oriented" molto in voga nel periodo, con i vari Bon Jovi e Def Leppard. Notiamo come special guest nel ruolo di corista niente meno che il cantante dei Toto Bobby Kimball. Tuttavia, la manovra con l'obiettivo di conquistare le classifiche si rivelò senza successo, anche negli stessi Stati Uniti (patria del AOR e del heavy metal melodico): si piazzò 31° nelle classifiche di Billboard, e non vinse alcun disco d'oro, vendendo circa mezzo milione di copie. QRIII contiene comunque alcuni buoni pezzi come "Put Up Or Shut Up", "Helping Hands", o "The Wild and the Young", vera perla dei Quiet Riot, per la quale fu anche girato un video ed il brano uscì nell'omonimo singolo. Il brano venne riproposto anche nelle varie raccolte. Fu girato un video anche per la canzone Twiligh Hotel, ma non fu realizzata come singolo.

## Tracce
Lato A
1. Main Attraction – 4:44 (Carlos Cavazo, Frankie Banali, Kevin DuBrow, Spencer Proffer, John Purdell, Chuck Wright)
2. The Wild and the Young – 3:35 (Spencer Proffer, Frankie Banali, Carlos Cavazo, Kevin DuBrow, Chuck Wright)
3. Twilight Hotel – 4:34 (Chuck Wright, Frankie Banali, Carlos Cavazo, Kevin DuBrow, Spencer Proffer)
4. Down and Dirty – 3:15 (Carlos Cavazo, Frankie Banali, Kevin DuBrow, Chuck Wright)
5. Rise or Fall – 4:00 (Kevin DuBrow, Frankie Banali, Carlos Cavazo, Chuck Wright)

Lato B
1. Put Up or Shut Up – 4:07 (Carlos Cavazo, Kevin DuBrow, Frankie Banali, Chuck Wright)
2. Still of the Night – 4:40 (Chuck Wright, Frankie Banali, Carlos Cavazo, Kevin DuBrow, Spencer Proffer, John Purdell)
3. Bass Case – 1:00 (Not Applicable)
4. The Pump – 4:01 (Frankie Banali, Carlos Cavazo, Kevin DuBrow, Chuck Wright)
5. Slave to Love – 3:57 (Stan Bush, Frankie Banali, Carlos Cavazo, Kevin DuBrow, Spencer Proffer, Chuck Wright)
6. Helping Hands – 4:12 (Kevin DuBrow, Frankie Banali, Carlos Cavazo, Chuck Wright)

## Singolo
Lato A
1. The Wild And The Young – 3:37 (Spencer Proffer, Frankie Banali, Carlos Cavazo, Kevin DuBrow, Chuck Wright) – Codice: ZS4 06174 (Pasha Records)

Lato B
1. Rise Or Fall – 4:08 (Kevin DuBrow, Frankie Banali, Carlos Cavazo, Chuck Wright) – Codice: ZS4 06174 (Pasha Records)

## Formazione
- Kevin DuBrow - voce solista, accompagnamento vocale, coro
- Carlos Cavazo - chitarre, accompagnamento vocale, coro
- Chuck Wright - basso, accompagnamento vocale, coro
- Frankie Banali - batteria, percussioni elettriche ed acustiche

Altri musicisti
- John Purdell - tastiere, programming, accompagnamento vocale, coro
- Michelle Rohl - accompagnamento vocale, coro (brano: The Pump)
- Debra Raye - accompagnamento vocale, coro (brano: The Pump)
- Jimmy Whitney - accompagnamento vocale, coro (brano: Slave to Love)
- Bible of Dream Choir - accompagnamento vocale, coro (brano: Slave to Love)
- Bobby Kimball - accompagnamento vocale, coro (brano: Still of the Night)

Note aggiuntive
- Spencer Proffer - produttore (per la Pasha)
- Registrazioni (e mixaggio) effettuate al The Pasha Music House di Hollywood (California)
- Duane Baron e Hanspeter Huber - ingegneri delle registrazioni
- Alex Woltman - ingegnere delle registrazioni aggiunto
- Kevin Lahue e Jeff Clark - assistenti ingegneri delle registrazioni
- Kevin DuBrow e Hugh Syme - art direction
- Hugh Syme - illustrazione copertina e design album
- Neil Zlozower - fotografia retrocopertina album
- Ron Sobol - fotografia interno copertina album
- Carol Peters e Karen Chamberlain - coordinatori (per la Pasha)[8]